# Eric Volz
Eric Volz (nacido el 19 de mayo de 1979 en California) es un empresario y autor estadounidense. Fue condenado a una sentencia de 30 años de reclusión en la cárcel por la violación y asesinato de su exnovia, Doris Ivania Jiménez, en San Juan del Sur en Nicaragua pero un tribunal de apelación anuló la convicción el 17 de diciembre de 2007 y se puso Volz en libertad cuatro días más tarde. Salió inmediatamente de Nicaragua y se escondió en un lugar desconocido debido a amenazas a la muerte y preocupaciones por su seguridad física. 
Amigos y los que lo apoyaron en los Estados Unidos y Nicaragua habían insistido en la inocencia de Volz, y afirmaron que la corte no hizo caso a ciertas evidencias y que además Volz fue víctima de sentimientos contra gringos. Oponentes de él en Nicaragua protestaron en contra de su haber sido puesto en libertad debido a lo que ellos afirmaban fuesen consideraciones especiales por ser estadounidense, presión del gobierno estadounidense y acusaron la familia de Volz de haber sobornado los jueces del tribunal de apelación.
Sus experiencias fundarían su trabajo de vida. Volz es gerente de una agencia internacional de recursos de crisis, ubicada en Los Ángeles y que se llama The David House Agency, y llamado del "pastor quién mató a un gigante y supiera que estaba en el lado correcto de la ecuación". The New York Times lo ha reconocido como un gerente muy buscado. Es especialista en estrategias de farsas judiciales internacionales y otros situaciones políticas y legales complejas en el extranjero. Se nota su presencia en algunos de los casos más notorios de los últimos años, incluyendo: 2013 Caso Huang en Catar, Jason Puracal, la 2009–11 detención de dos senderistas estadounidenses por Irán, Amir Hekmati, Kenneth Bae y Amanda Knox.
Volz escribió un relato sobre su experiencia que se llama: Gringo Nightmare: A Young American Framed for Murder in Nicaragua. St. Martin's Press publicó el libro.